# Ederson
Ederson Honorato Campos, född 13 januari 1986, Parapuã i Brasilien, är en brasiliansk fotbollsspelare som spelar för Flamengo.